# Obniżenie Pradeł
Obniżenie Pradeł (341.313) – mikroregion fizycznogeograficzny, będący częścią Wyżyny Częstochowskiej. Wydzielenie takiego mikroregionu zaproponował Zdzisław Czeppe w 1972 roku.
Znajduje się na wschód od Równiny Janowskiej i stanowi najdalej na wschód wysuniętą część Wyżyny Częstochowskiej. Od wschodu granicę tworzy Próg Lelowski. Mikroregion obejmuje równinę i wzgórza nad niewielką rzeką Krztynią i jej dopływem – Białką, Są to silnie podmokłe tereny pochodzenia tektoniczno-denudacyjnego na słabo przepuszczalnych skałach ze środkowej kredy. Stosunkowo dużą część obszaru porasta las.
W podmokłych i porośniętych lasem terenach potoku Rajecznica utworzono rezerwat przyrody Kępina o powierzchni 73,37 ha.